# Chiesa di San Cristoforo degli Adimari
La chiesa di San Cristoforo degli Adimari era un luogo di culto cattolico che si trovava a Firenze nel vicolo degli Adimari, a breve distanza da via dei Calzaiuoli che un tempo si chiamava in questo tratto "Corso degli Adimari".

## Storia
Qui sorgeva uno spedale, ricordato in un documento del 1040 di proprietà del Capitolo Fiorentino. Fu una delle trentasei parrocchie della "cerchia antica". Nel 1363 era rettore dell'oratorio annesso, intitolato a san Cristoforo ("Cristofano" nella parlata fiorentina), Oddo, nipote di Giano Della Bella. Nel Quattrocento l'oratorio passò sotto il patronato degli Adimari (che vi teneva sepoltura per i propri membri), e nel 1485 vi fu fondata la Compagnia di Sant'Antonio Abate, presto trasferitasi all'Annunziata. Il complesso, passato di proprietà alla confraternita della Misericordia (su concessione di papa Clemente VII), fu restaurato dalla stessa nel 1545 e completamente rinnovato nel 1732 dal rettore Francesco Foggini, per essere poi soppresso nel 1786 e ridotto ad abitazione privata.

## Descrizione
La chiesa fa parte oggi dell'edificio degli ambulatori Arciconfraternita della Misericordia, con ingresso dal vicolo degli Adimari 1, e con un  corpo a due piani che aggetta sul vicolo Adimari fino a guardare con un ampio carraio segnato 9 rosso alla piazzetta dallo stesso nome, dove si trovava l'edificio religioso. 
Ridotto ad abitazione fu nel corso del tempo radicalmente trasformato perdendo qualsiasi traccia della sua storia antica fino a presentarsi oggi come un edificio architettonicamente del tutto anonimo, al terreno occupato dall'autorimessa per le ambulanze e al primo piano da ambienti adibiti ad ambulatoria. Rimangono tuttavia sul fronte che guarda a via dei Calzaiuoli, sopra il carraio segnato 3 rosso, un pietrino con le insegne della confraternita e all'altezza del primo piano, ai lati della facciata, due scudi con l'arme della famiglia Adimari (tronacati, senza smalti ma originariamente d'oro e d'azzurro).
Nella chiesa vi erano le tombe di molti degli Adimari, di Alessandro Allori e di suo figlio Cristofano, già ricordati da un'iscrizione comune, e anche di Ignazio Hugford. L'altare maggiore era decorato, fino al 1723, da una  pala d'altare dell'Orcagna con la Madonna con Bambino tra i santi Niccolò, Cristoforo, Apollonia e Leonardo.

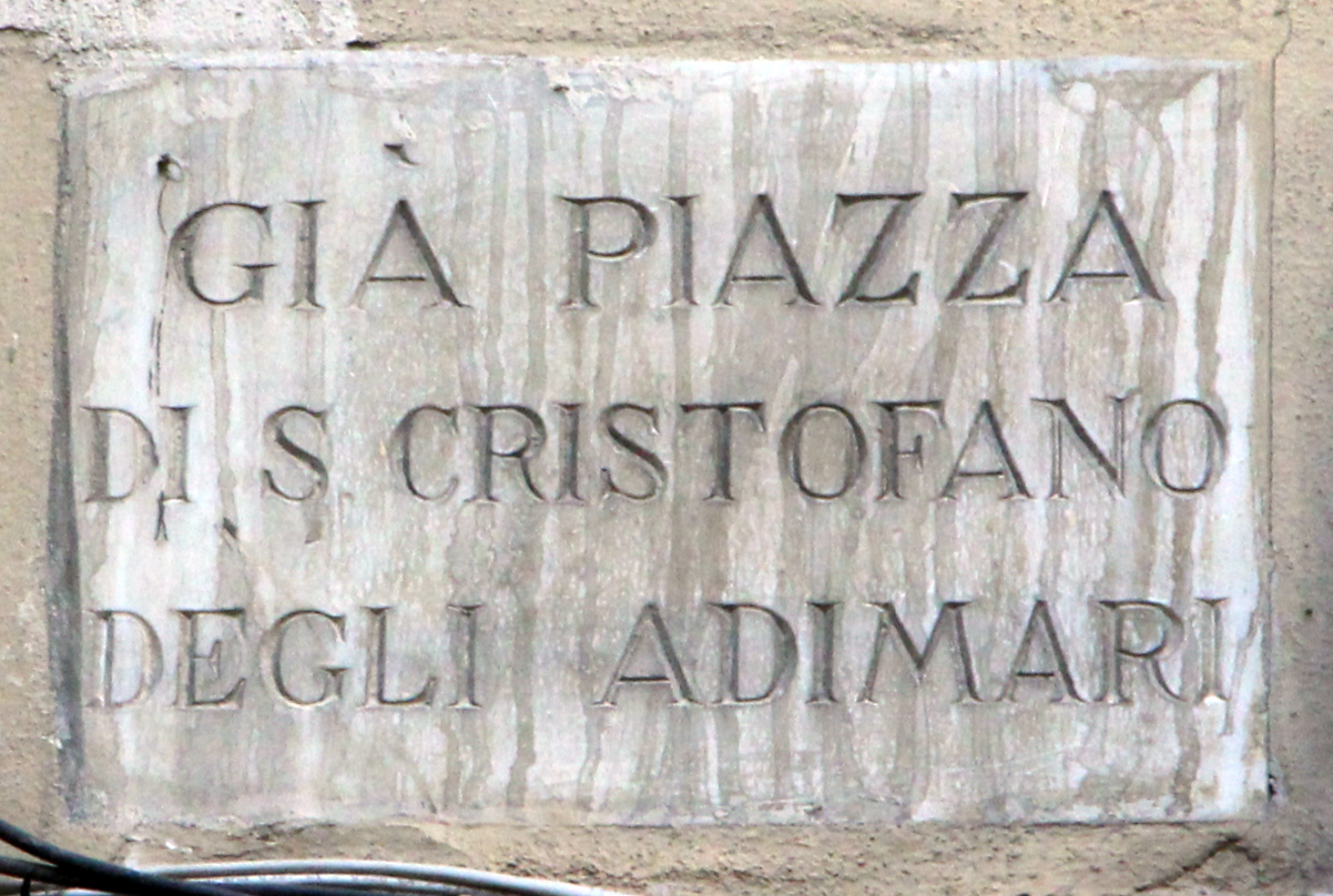
Targa col vecchio nome della piazza
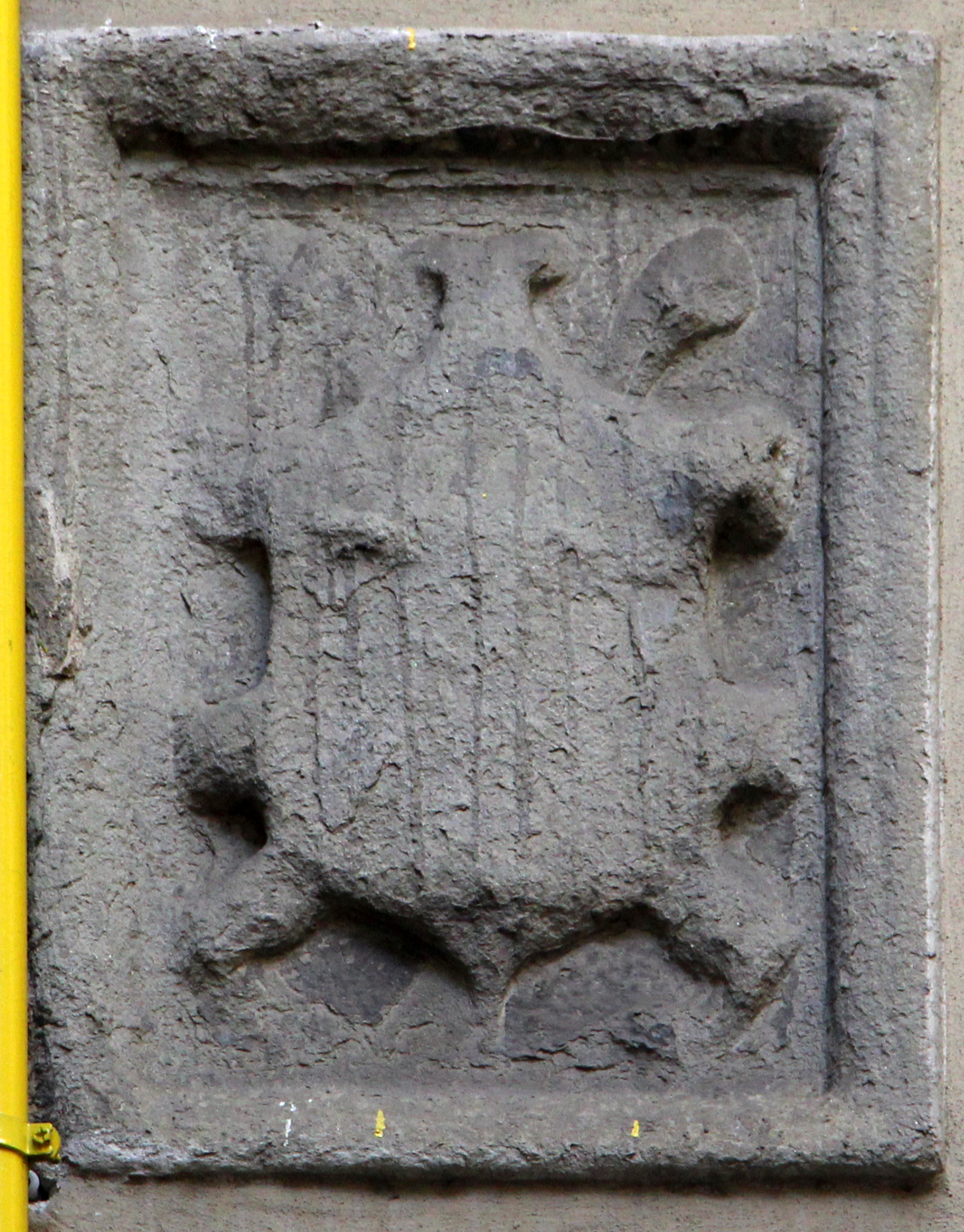
Stemma vuoto sulla facciata
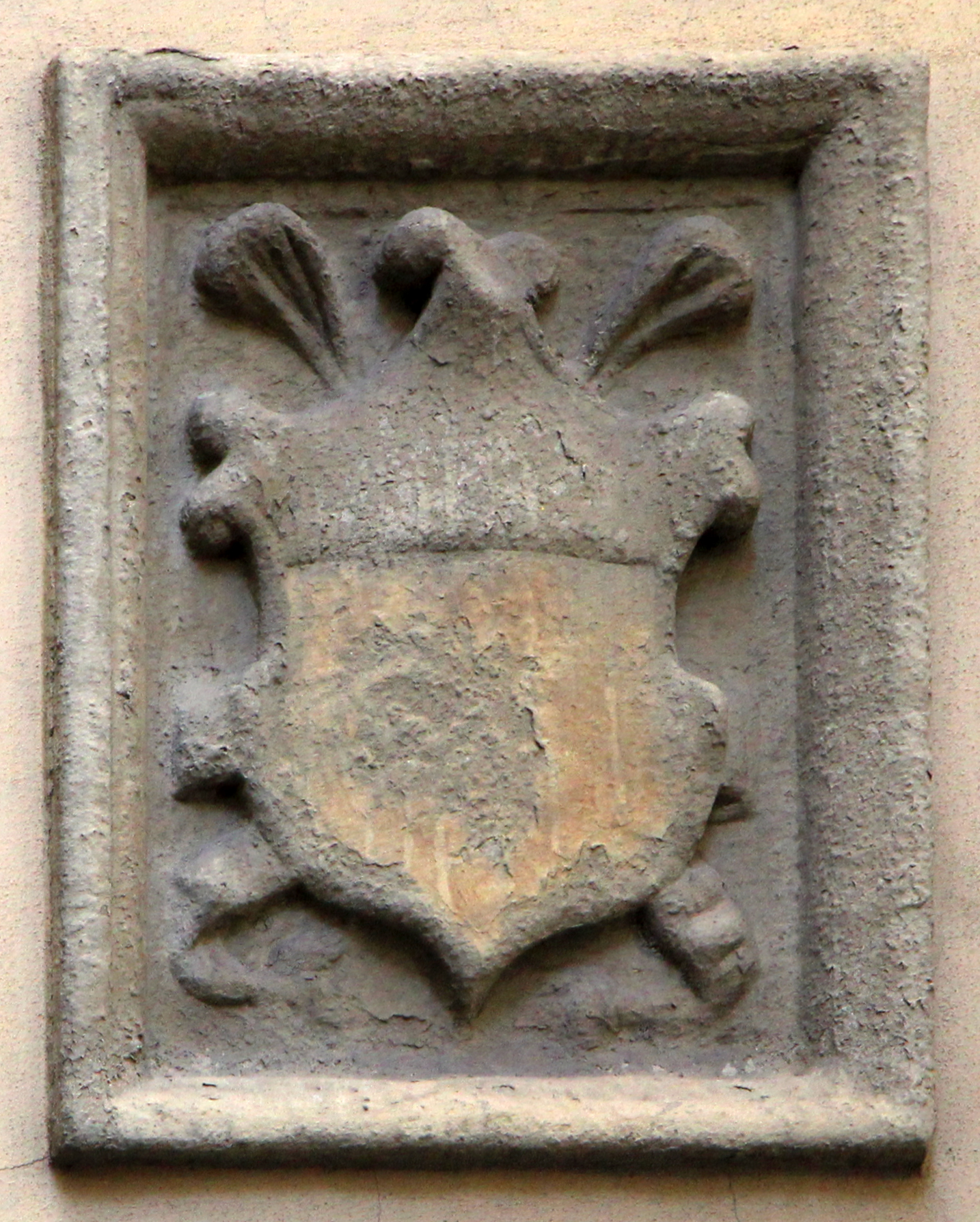
Stemma Adimari sulla facciata
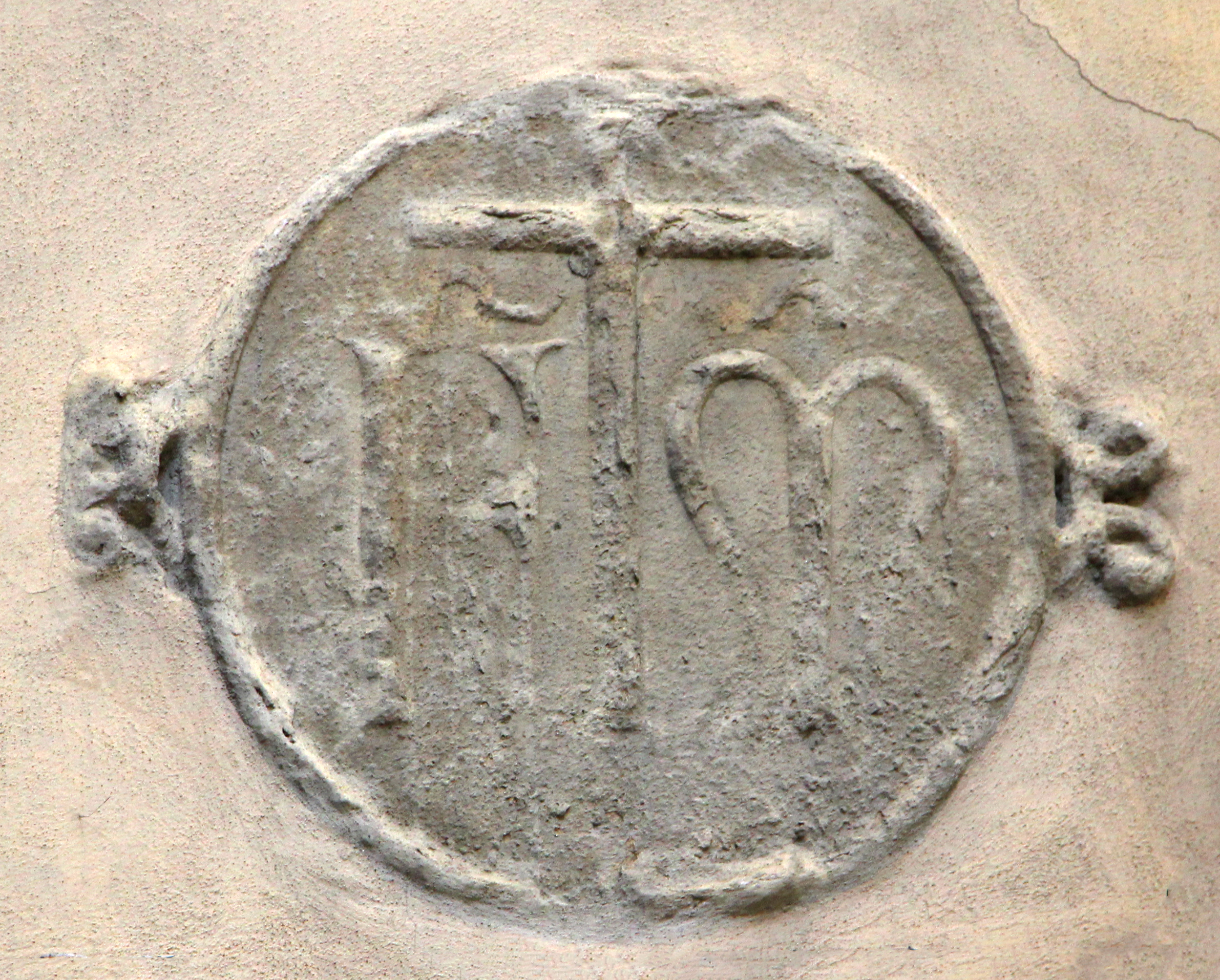
Pietrino della Misericordia